# Roman Klímov
Roman Guennàdievitx Klímov (en rus Роман Геннадиевич Климов) (19 de gener de 1985) va ser un ciclista rus, que fou professional del 2006 al 2009.

## Palmarès en ruta
- 2007
  - 1r al Gran Premi de Moscou
  - Vencedor de 2 etapes del Gran Premi de Sotxi
  - Vencedor d'una etapa del Tour de Hainan
- 2008
  - Vencedor d'una etapa del Tour of Sotxi
  - Vencedor d'una etapa del Circuito Montañés
  - Vencedor d'una etapa del Tour de Sotxi